# مجلس الشيوخ (موريتانيا)
مجلس الشيوخ الموريتاني كان المجلس الأعلى للبرلمان الموريتاني المكون من مجلسين سابقا ً. يضم 56 عضوا، 53 عضوا تنتخبهم المجالس البلدية لمدة ست سنوات، مع ثلث تجدد كل سنتين و 3 أعضاء ينتخبهم الموريتانيون في الخارج. ألغي في عام 2017، بعد إستفتاء وبقي البرلمان من مجلس واحد .

## وصلات خارجية
- Official Website